# Europamästerskapen i friidrott 1954
Europamästerskapen i friidrott 1954 var de femte europamästerskapen i friidrott genomfördes 25 augusti – 29 augusti 1954 på Wankdorfstadion i Bern, Schweiz, samma stadion som sex veckor tidigare härbärgerat slutspelet i VM i fotboll.
Vid tävlingarna noterades världsrekord på herrarnas 5 000 m, 3 000 m hinder och släggkastning (tillika europarekord) och ytterligare ett europarekord på herrarnas 200 m. Sovjetunionen vann medaljligan klart före Tjeckoslovakien, Ungern och Storbritannien.

## Förkortningar
- WR = Världsrekord
- ER = Europarekord
- CR = Mästerskapsrekord

## Medaljörer, resultat

### Herrar
| Gren               | Guld                                                                                   | Guld         | Silver                                                                       | Silver  | Brons                                                                      | Brons     |
| 100 meter          | Heinz Fütterer Västtyskland                                                            | 10,5         | René Bonino Frankrike                                                        | 10,6    | George Ellis Storbritannien                                                | 10,7      |
| 200 meter          | Heinz Fütterer Västtyskland                                                            | 20,9 (ER)    | Ardalion Ignatiev Sovjetunionen                                              | 21,1    | George Ellis Storbritannien                                                | 21,2      |
| 400 meter          | Ardalion Ignatiev Sovjetunionen                                                        | 46,6 (CR)    | Voitto Hellsten Finland                                                      | 47,0    | Zoltán Adamik Ungern                                                       | 47,6      |
| 800 meter          | Lajos Szentgáli Ungern                                                                 | 1.47,1 (CR)  | Lucien de Muynck Belgien                                                     | 1.47,3  | Audun Boysen Norge                                                         | 1.47,4    |
| 1 500 meter        | Roger Bannister Storbritannien                                                         | 3.43,8 (CR)  | Gunnar Nielsen Danmark                                                       | 3.44,4  | Stanislav Jungwirt Tjeckoslovakien                                         | 3.45,4    |
| 5 000 meter        | Vladimir Kuts Sovjetunionen                                                            | 13.56,6 (WR) | Chris Chataway Storbritannien                                                | 13.56,6 | Emil Zátopek Tjeckoslovakien                                               | 14.10,2   |
| 10 000 meter       | Emil Zátopek Tjeckoslovakien                                                           | 28.58,0 (CR) | József Kovacs Ungern                                                         | 29.25,8 | Frank Sando Storbritannien                                                 | 29.27,6   |
| Maraton            | Veikko Karvonen Finland                                                                | 2:24.51 (CR) | Boris Grisjajev Sovjetunionen                                                | 2:24.55 | Ivan Filin Sovjetunionen                                                   | 2:25.26   |
| 110 meter häck     | Jevgenij Bulantjik Sovjetunionen                                                       | 14,4         | John Parker Storbritannien                                                   | 14,6    | Berthold Steines Västtyskland                                              | 14,7      |
| 400 meter häck     | Anatoli Julin Sovjetunionen                                                            | 50,5 (CR)    | Jurij Litujev Sovjetunionen                                                  | 50,8    | Sven-Oswald Mildh Finland                                                  | 51,5      |
| 3 000 meter hinder | Sándor Rozsnyói Ungern                                                                 | 8.49,6 (WR)  | Olavi Rinteenpää Finland                                                     | 8.52,4  | Ernst Larsen Norge                                                         | 8.53,2    |
| 4 x 100 meter      | Ungern: László Sarándi Géza Varasdi György Csanyi Béla Goldoványi                      | 40,6 (CR)    | Storbritannien: Kenneth Box George Ellis Kenneth Jones Brian Shenton         | 40,8    | Sovjetunionen: Boris Tokarev Viktor Ryabov Levan Sanadse Nikolai Karakulov | 40,9      |
| 4 x 400 meter      | Frankrike: Claude Haarhoff Jacques Degats Jean-Paul Martin du Gard Jean-Pierre Goudeau | 3.08,7 (CR)  | Västtyskland: Hans Geister Helmut Drehen Heinz Ulzheimer Karl-Friedrich Haas | 3.08,8  | Finland: Raimo Graeffe Sven-Oswald Mildh Rolf Back Voitto Hellsten         | 3.11,5    |
| 10 km gång         | Josef Dolezal Tjeckoslovakien                                                          | 45.01,8 (CR) | Anatoli Gregorov Sovjetunionen                                               | 45.53,0 | Sergei Lobastov Sovjetunionen                                              | 45.53,0   |
| 50 km gång         | Vladimir Ulchov Sovjetunionen                                                          | 4:22.11 (CR) | Josef Dolezal Tjeckoslovakien                                                | 4:25.07 | Antal Róka Ungern                                                          | 4:31.32   |
| Höjdhopp           | Bengt Nilsson Sverige                                                                  | 2,02 (CR)    | Jiři Lanský Tjeckoslovakien                                                  | 1,98    | Jaroslav Kovar Tjeckoslovakien                                             | 1,96      |
| Längdhopp          | Ödön Földessy Ungern                                                                   | 7,51         | Zbigniew Iwanski Polen                                                       | 7,46    | Ernest Wanko Frankrike                                                     | 7,41      |
| Stavhopp           | Eeles Landström Finland                                                                | 4,40 (CR)    | Ragnar Lundberg Sverige                                                      | 4,40    | Jukka Piironen Finland Geoffrey Elliot Storbritannien                      | 4,30 4,30 |
| Trestegshopp       | Leonid Sjtjerbakov Sovjetunionen                                                       | 15,90 (CR)   | Roger Norman Sverige                                                         | 15,17   | Martin Rehák Tjeckoslovakien                                               | 15,10     |
| Kulstötning        | Jiří Skobla Tjeckoslovakien                                                            | 17,20 (CR)   | Otto Grigalka Sovjetunionen                                                  | 16,69   | Heino Heinaste Sovjetunionen                                               | 16,27     |
| Diskuskastning     | Adolfo Consolini Italien                                                               | 53,44        | Giuseppe Tosi Italien                                                        | 52,34   | József Széczényi Ungern                                                    | 51,58     |
| Släggkastning      | Michail Krivonosov Sovjetunionen                                                       | 63,34 (WR)   | Sverre Strandli Norge                                                        | 61,07   | József Csermák Ungern                                                      | 59,72     |
| Spjutkastning      | Janusz Sidlo Polen                                                                     | 76,35        | Vladimir Kuznetsov Sovjetunionen                                             | 74,61   | Soini Nikkinen Finland                                                     | 69,82     |
| Tiokamp            | Vasilij Kuznetsov Sovjetunionen                                                        | 7 043 (CR)   | Torbjörn Lassenius Finland                                                   | 6 821   | Heinz Oberbeck Västtyskland                                                | 6 733     |

### Damer
| Gren           | Guld                                                                  | Guld        | Silver                                                                   | Silver | Brons                                                               | Brons  |
| 100 meter      | Irina Turova Sovjetunionen                                            | 11,8        | Bertha Brouwer Nederländerna                                             | 11,9   | Anne Pashley Storbritannien                                         | 11,9   |
| 200 meter      | Maria Itkina Sovjetunionen                                            | 24,3        | Irina Turova Sovjetunionen                                               | 24,3   | Shirley Hampton Storbritannien                                      | 24,4   |
| 800 meter      | Nina Otkalenko Sovjetunionen                                          | 2.08,8 (CR) | Diane Leather Storbritannien                                             | 2.09,8 | Ludmila Lisyenko Sovjetunionen                                      | 2.11,2 |
| 80 meter häck  | Maria Golubnitjaja Sovjetunionen                                      | 11,0 (CR)   | Anneliese Seonbuchner Västtyskland                                       | 11,2   | Pamela Seaborne Storbritannien                                      | 11,3   |
| 4 x 100 meter  | Sovjetunionen: Vera Krepkina Rimma Uliskina Maria Itkina Irina Turova | 45,8 (CR)   | Västtyskland: Irmgard Egert Charlotte Böhmer Irene Brütting Maria Sander | 46,3   | Italien: Maria Musso Giuseppina Leone Letizia Bertone Milena Greppi | 46,6   |
| Höjdhopp       | Thelma Hopkins Storbritannien                                         | 1,67 (CR)   | Iolanda Balaș Rumänien                                                   | 1,65   | Olga Modrachová Tjeckoslovakien                                     | 1,63   |
| Längdhopp      | Jean Desforges Storbritannien                                         | 6,04 (CR)   | Aleksandra Tjudina Sovjetunionen                                         | 5,93   | Elzbieta Dunska Polen                                               | 5,83   |
| Kulstötning    | Galina Sybina Sovjetunionen                                           | 15,65 (CR)  | Maria Kuznetsova Sovjetunionen                                           | 14,99  | Tamara Tisjkjevitj Sovjetunionen                                    | 14,78  |
| Diskuskastning | Nina Romasjkova Sovjetunionen                                         | 48,02       | Irina Begljakova Sovjetunionen                                           | 45,79  | Galina Sybina Sovjetunionen                                         | 44,77  |
| Spjutkastning  | Dana Zátopková Tjeckoslovakien                                        | 52,91 (CR)  | Virve Roolaid Sovjetunionen                                              | 49,94  | Nadezjda Kojajeva Sovjetunionen                                     | 49,49  |
| Femkamp        | Aleksandra Tjudina Sovjetunionen                                      | 4 020 (CR)  | Maria Sander Västtyskland                                                | 3 978  | Maria Sturm Västtyskland                                            | 3 860  |

## Medaljfördelning
| Medaljfördelning |                 |      |        |       |        |
| Plats            | Land            | Guld | Silver | Brons | Totalt |
| 1                | Sovjetunionen   | 16   | 11     | 8     | 35     |
| 2                | Tjeckoslovakien | 4    | 2      | 5     | 11     |
| 3                | Ungern          | 4    | 1      | 4     | 9      |
| 4                | Storbritannien  | 3    | 4      | 7     | 14     |
| 5                | Västtyskland    | 2    | 4      | 3     | 9      |
| 6                | Finland         | 2    | 3      | 3     | 8      |
| 7                | Sverige         | 1    | 2      | 1     | 4      |
| 8                | Frankrike       | 1    | 1      | 1     | 3      |
|                  | Italien         | 1    | 1      | 1     | 3      |
|                  | Polen           | 1    | 1      | 1     | 3      |
| 11               | Norge           | -    | 1      | 2     | 3      |
| 12               | Belgien         | -    | 1      | -     | 1      |
|                  | Danmark         | -    | 1      | -     | 1      |
|                  | Nederländerna   | -    | 1      | -     | 1      |
|                  | Rumänien        | -    | 1      | -     | 1      |